# Nirmal Purja
Nirmal Purja Pun Magar, Nims Purja, Nimsdai Purja (ur. 25 lipca 1983 w dystrykcie Myagdi) – nepalski wspinacz, himalaista, były żołnierz British Army, Magar.

## Życiorys
Urodził się 25 lipca 1983 w Dana niewielkiej wsi w dystrykcie Myagdi. Z pochodzenia jest Magarem. Od 2018 jest obywatelem brytyjskim. 9 listopada 2023 zostało mu nadane obywatelstwo nepalskie dla nierezydentów (ang. Non-Resident Nepali Citizenship)
Od 2003 służył w brygadzie Gurkhów Armii Brytyjskiej, a od 2009 w brytyjskiej jednostce sił specjalnych Royal Navy – Special Boat Service (SBS).

### Zdobyte szczyty ośmiotysięczników
Pierwszym ośmiotysięcznikiem, który zdobył 18 maja 2014 podczas 15–dniowej wyprawy, był Dhaulagiri (8167 m). Mount Everest (8848 m) zdobył po raz pierwszy 13 maja 2016. Po raz drugi wszedł na Mount Everest 15 maja 2017, wprowadzając na szczyt grupę 13 Gurkhów podczas wyprawy dla uczczenia 200-lecia służby Gurkhów w Armii Brytyjskiej. Ponownie wszedł na szczyt Mount Everestu 27 maja 2017. Również 27 maja 2017 wszedł na szczyt Lhotse (8516 m). 1 czerwca 2017 wszedł na szczyt Makalu (8481 m). Ustanowił tym rekord Guinnessa w kategorii Najszybsze zdobycie trójki szczytów wyższych ośmiotysięczników (ang. Fastest triple-header of the Higher Eight-thousanders).
W 2019 przystąpił do realizacji planu pod nazwą ang. Project Possible. Plan zakładał zdobycie korony Himalajów i Karakorum. Plan zrealizował w rekordowym czasie 189 dni. Za to osiągnięcie został wpisany do Księgi rekordów Guinnessa w kategorii Najszybsze wejście na wszystkie góry powyżej 8000 m (mężczyzna) (ang. Fastest ascent of all mountains over 8,000 m (male)) oraz dodatkowo w kategorii Najszybszy czas wspinaczki na pierwszą piątkę ośmiotysięczników (ang. Fastest time to climb the top five 8,000ers), które zdobył w 70 dni.
Zdobyte szczyty ośmiotysięczników podczas realizacji planu Project Possible 
| Lp. | Szczyt (wysokość)      | Data                 |
| --- | ---------------------- | -------------------- |
| 1.  | Annapurna (8091 m)     | 23 kwietnia 2019     |
| 2.  | Dhaulagiri (8167 m)    | 12 maja 2019         |
| 3.  | Kanczendzonga (8586 m) | 15 maja 2019         |
| 4.  | Mount Everest (8848 m) | 22 maja 2019         |
| 5.  | Lhotse (8516 m)        | 22 maja 2019         |
| 6.  | Makalu (8481 m)        | 24 maja 2019         |
| 7.  | Nanga Parbat (8126 m)  | 3 lipca 2019         |
| 8.  | Gaszerbrum I (8068 m)  | 15 lipca 2019        |
| 9.  | Gaszerbrum II (8035 m) | 18 lipca 2019        |
| 10. | K2 (8611 m)            | 24 lipca 2019        |
| 11. | Broad Peak (8051 m)    | 26 lipca 2019        |
| 12. | Czo Oju (8201 m)       | 23 września 2019     |
| 13. | Manaslu (8156 m)       | 27 września 2019     |
| 14. | Sziszapangma (8027 m)  | 29 października 2019 |

W 2022 opublikowano raport, w którym stwierdzono, że w 2019, podczas realizacji planu Project Possible Purja nie zdobył właściwych wierzchołków Dhaulagiri i Manaslu. Szczyty te zdobył jesienią 2021. W Księdze rekordów Guinnessa skorygowano jego rekord w kategorii Najszybsze wejście na wszystkie góry powyżej 8000 m (mężczyzna) na 2 lata i 168 dni. Rekord ten został pobity w 2023 przez Kristin Harilę i Tenjen Lama Szerpę, którzy zdobyli właściwe szczyty wszystkich ośmiotysięczników w 92 dni.

### Zdobycie K2 zimą
Był przywódcą zespołu Nepalczyków (Nirmal Purja – Magar oraz 9 Szerpów), którzy jako pierwsi zdobyli K2 zimą 16 stycznia 2021. Na szczyt K2 wszedł bez wspomagania tlenem. Zespół powstał poprzez połączenie jego grupy, w skład której wchodził on sam oraz Mingma David Sherpa, Dawa Temba Sherpa, Pem Chhiri Sherpa, Mingma Tenzi Sherpa i Geljen Sherpa z grupą Mingma G, w skład której wchodzili Dawa Tenji Sherpa, Kili Pemba Sherpa oraz Mingma Gyalje Sherpa, znany jako Mingma G, organizator grupy i jej dyrektor, do których dołączył Sona Sherpa z grupy Seven Summit Treks. Po zniszczeniach przez wiatr założonych obozów Nepalczycy z trzech wypraw zebrali grupę 10 osób do ataku szczytowego.

### Nowe osiągnięcia
31 maja 2021 zdobył szczyt Mount Everestu po raz piąty. W maju 2022 ustanowił nowy rekord szybkości w zdobyciu kolejno Kanczendzongi, Mount Everestu i Lhotse bez użycia tlenu z czasem 8 dni 23 godziny i 10 minut. Szczyt Kanczendzongi osiągnął 7 maja o godzinie 10:50 rano. Zdobył szczyt Mount Everestu 15 maja o godzinie 8 rano. Było to jego szóste wejście na szczyt Mount Everestu. Po 26 godzinach, 16 maja o godzinie 10 rano stanął na szczycie Lhotse. 

### Lista wszystkich wejść na ośmiotysięczniki
| Lp. | Szczyt (wysokość)      | Data                                                                               |
| --- | ---------------------- | ---------------------------------------------------------------------------------- |
| 1.  | Mount Everest (8848 m) | 13 maja 2016, 15 maja 2017, 27 maja 2017, 22 maja 2019, 31 maja 2021, 15 maja 2022 |
| 2.  | K2 (8611 m)            | 24 lipca 2019, 16 stycznia 2021, 22 lipca 2022                                     |
| 3.  | Kanczendzonga (8586 m) | 15 maja 2019, 7 maja 2022                                                          |
| 4.  | Lhotse (8516 m)        | 27 maja 2017, 22 maja 2019, 16 maja 2022                                           |
| 5.  | Makalu (8485 m)        | 1 czerwca 2017, 24 maja 2019,                                                      |
| 6.  | Czo Oju (8201 m)       | 23 września 2019                                                                   |
| 7.  | Dhaulagiri (8167 m)    | 18 maja 2014, 12 maja 2019, 8 października 2021                                    |
| 8.  | Manaslu (8156 m)       | 27 września 2019, 27 września 2021                                                 |
| 9.  | Nanga Parbat (8126 m)  | 3 lipca 2019                                                                       |
| 10. | Annapurna (8091 m)     | 23 kwietnia 2019, 15 kwietnia 2024                                                 |
| 11. | Gaszerbrum I (8068 m)  | 15 lipca 2019                                                                      |
| 12. | Broad Peak (8051 m)    | 26 lipca 2019                                                                      |
| 13. | Gaszerbrum II (8035 m) | 18 lipca 2019                                                                      |
| 14. | Sziszapangma (8027 m)  | 29 października 2019                                                               |

## Odznaczenia
9 czerwca 2018 został odznaczony przez królową Elżbietę II Orderem Imperium Brytyjskiego V klasy (MBE) za wybitne osiągnięcia we wspinaczce wysokogórskiej.

## Życie prywatne
Od 2006 (według innych źródeł od 2008) jest żonaty z Suchi Purja. Suchi Purja z wykształcenia jest stomatolożką. Mają córkę Himani